# فيكرز أف.بي.11
فيكرز أف.بي.11 (F. B. 11) طائرة مواكبة عسكرية بريطانية بثلاثة مقاعد مرافقة من حقبة الحرب العالمية الأولى. تعمل بمحركوواحة كبيرة، بجناحين من سطحين تحمل مدفع رشاش على الجزء العلوي من الجناح لإعطاء مجال لإطلاق النيران في كل الإتجاهات. بني نموذج واحد فقط.

## المواصفات
البيانات من War Planes of the First World War:Volume Three Fighters 
الخصائص العامة
- الطاقم: three (pilot and two gunners)
- الطول: 43 ft 0 in (13.11 m)
- باع الجناح: 51 ft 0 in (15.55 m)
- الارتفاع: 13 ft 8 in (4.17 m)
- مساحة الجناح : 845 sq ft (78.5 m²)
- الوزن فارغة: 3,340 lb (1,518 kg)
- الوزن محملة: 4,934 lb (2,243 kg)
- محرك الطائرة: 1 × رولز رويس إيغل III water-cooled V-12, 250 hp (187 kW)

الأداء
- السرعة القصوى: 96 mph (83 knots, 155 km/h) at 5,000 ft (1,520 m)
- سقف الخدمة: 11,000 ft (3,350 m)
- Endurance: 7½ hours
- Climb to 5,000 ft (1,520 m): 16 min 30 s
- Climb to 10,000 ft (3,050 m) 55 min